# Ми сміло в бій підем
Ми сміло в бій підем (рос. Смело мы в бой пойдем) — популярна пісня часів Першої світової війни і Громадянської війни в Росії. Відома у російськомовних «червоному» та «білому» варіанті, також виконувалась курсантами юнацьких шкіл УНР в добу Української революції[⇨].

## Історія
У 1910-ті роки на слова Олександра Колчака «Белой акации гроздья душистые» М. Штейнбергом було написано романс. Під час Першої світової війни з'явилася солдатська пісня «Слыхали, деды, война началася…».
Після Революції 1917 року пісню було перероблено і з'явилися два варіанти: «Марш белой армии», відоміший за словами «Смело мы в бой пойдем за Русь святую» («Слышали деды») та породжену від нього першу радянську пісню — «Смело мы в бой пойдем за власть Советов». Уже 1919 року варіанти пісні були широко відомі.

## Фрагмент первісного варіанта (часів Першої світової війни)
Слыхали, деды,

Война началася,

Бросай свое дело —

В поход собирайся.

Припев:

Смело мы в бой пойдём

За Русь святую,

И как один прольём

Кровь молодую.

Деды вздохнули,

Руками взмахнули,

Знать на то воля,

Надо власть спасати…

## Пісня Добровольчої армії
Слышали братья,

Война началась!

Бросай своё дело,

В поход снаряжайся.

Припев:

Смело мы в бой пойдём

За Русь Святую

И, как один, прольём

Кровь молодую!

Деды вздохнули,

Руками всплеснули, —

Божья, знать, воля,

Отчизну спасай!

С тихого Дона,

С далёкой Кубани —

Все собирались

Россию спасать.

Вдали показались

Красные роты…

Ружья в атаку!

Вперёд пулемёты!

Вот и окопы,

Рвутся снаряды,

Их не боятся

Белых отряды.

Рвутся снаряды,

Трещат пулемёты,

Отряды пехоты

Стремятся вперёд!

Кровь молодая

Льётся рекою,

Льётся рекою

За русскую честь!

Вечная память

Павшим героям,

Вечная слава

Героям живым!
Сатиричний варіант
Смело мы в бой пойдём,

А я останусь…

С частью хозяйственной

Я не расстанусь…

## Пісня Червоної Армії
Слушай, рабочий,

Война началася,

Бросай своё дело,

В поход собирайся.

Припев:

Смело мы в бой пойдём

За власть Советов

И как один умрём

В борьбе за это.

Рвутся снаряды,

Трещат пулеметы,

Но их не боятся

Красные роты.

Припев.

Вот показались

Белые цепи,

С ними мы будем

Биться до смерти.

Припев.

Вечная память

Павшим героям,

Вечная слава

Тем, кто живёт.

Припев.
Дроздовець генерал-майор А. В. Туркул у мемуарах «Дроздовці у вогні» зафіксував такий червоноармійський варіант пісні влітку 1920 року під час атаки червоних курсантів на Оріхів у Північній Таврії  :
Смело мы в бой пойдем

За власть трудовую

И всех «дроздов» побьем,

Сволочь такую…

## Версія власівців
Під час німецько-радянської війни росіяни, які стали на бік нацистів (відомі в широких колах як власівці), співали:
Смело мы в бой пойдём

За Русь святую.

И всех жидов побьём,

Сволочь такую!

## Українська версія
У 1918 році курсанти Першої української військової юнацької школи, учасники бою під Крутами, виконували пісню на цю ж мелодію. Один рядок пісні з нотами опубліковано 1922 року у Львові у збрінику воєнних пісень "Сурма", а також у 1937 році у «Великому Співаннику Червоної Калини»: 
«Ми сміло в бій підем»

Ми сміло в бій підем за Україну

І голови складем за землю рідну.

З 1994 року виконується Тарасом Компаніченком з таким текстом:
Чуєш мій друже славний юначе,

Як Україна стогне і плаче?

З півночі чорна постає хмара,

Рикає хижо московська навала.

Приспів:

Ми сміло в бій підемо за Україну

І голови складемо за Землю Рідну.

Ми сміло в бій підемо за Русь Святую

І як один проллємо кров молодую.

Ворог лукавий йде на Вкраїну

Щоб обернути край наш в руїну.

Лава до лави станьмо як криця

На герць кривавий з ворогом битися.

Приспів.

Сміло до бою брате рушаймо,

Землі святої врагу не даймо.

Жереб щасливий за край вмирати,

А не в кайданах вік звікувати

Приспів